# Janet J. McCoy
Janet Jenkins McCoy (31 juillet 1916 - 4 août 1995), est une femme politique américaine, qui fut la 12e Haut-commissaire du Territoire sous tutelle des îles du Pacifique. 